# Shadzha Batyrov
Shadzha Batyrovich Batyrov (en ruso: Шаджа Батырович Батыров; 20 de septiembre de 1908-14 de octubre de 1965) fue un político soviético, miembro del PCUS desde 1930.

## Biografía
Nacido en la familia de un rico comerciante (según otras fuentes, un campesino pobre) en el pueblo de Desht, ubicado en la región transcaspia del Imperio ruso. Era de etnia turcomana, nativo de la tribu Akhal Teke.
En 1927 se graduó en una escuela rural y luego en cursos pedagógicos de dos años en Asjabad. Después de los cursos, comenzó a trabajar como maestro en el pueblo. Karagai del distrito de Bakharden, luego director del internado en el pueblo de Baharden . En 1934 se graduó en el Instituto Pedagógico de Asjabad. Aquí continuó sus estudios de posgrado y comenzó a enseñar. En 1936-1937 - editor del periódico "Lucha por la alfabetización". En 1937 se convirtió en subdirector y luego editor del periódico "Turkmenistán Soviético". En 1939-1940 trabajó como director del Instituto de Investigación de Lengua y Literatura de Asjabad. De 1940 a 1942, Sh. B. Batyrov dirigió el Departamento de Artes del Consejo de Comisarios del Pueblo de la República Socialista Soviética de Turkmenistán. Luego se dedica al trabajo de liderazgo del partido. De 1942 a 1946 -secretario del Comité Central del Partido Comunista de la RSS de Turkmenistán para propaganda y agitación, de 1946 a 1947 fue segundo secretario del Comité Central del PC de la RSS de Turkmenistán, de marzo de 1947 a julio de 1951 - primer secretario del Comité Central del Partido Comunista de la RSS de Turkmenistán. Además, desde marzo de 1947 hasta marzo de 1948, ocupó el cargo de presidente del Sóviet Supremo de la República Socialista Soviética de Turkmenistán . Tras dimitir del cargo de primer secretario de 1952 a 1954, estudió en la Academia de Ciencias Sociales, dependiente del Comité Central del PCUS, defendió su trabajo de disertación y recibió el grado de candidato de ciencias históricas (1954).
En 1954-1959 fue director del Instituto Pedagógico de la RSS de Turkmenistán que lleva el nombre de I. V.I. Lenin. En 1959 fue elegido Académico de la Academia de Ciencias de la República Socialista Soviética de Turkmenistán y Presidente de la Academia de Ciencias de la República Socialista Soviética de Turkmenistán . En 1962 recibió el grado de Doctor en Ciencias Históricas por la monografía "Formación y Desarrollo de las Naciones Socialistas en la URSS".